# Dmitrij Donskoj
Dmitrij Ivanovitj Donskoj (ry. Дмитрий Донской), född 10 december 1350 i Moskva, död 19 maj 1389 i Moskva, var en storfurste av Moskvariket av jurjevitjgrenen av rurikdynastin, avkomling till Alexander Nevskij och anfader till tsar Ivan IV "den förskräcklige".

## Biografi
Donskoj tillträdde som furste av Moskva 1359 och blev storfurste. Han var den förste fursten av Moskva att öppet utmana tatarerna i Gyllene horden som höll  rusernas furstendömen som tributskyldiga underlydande, nästan som vasallstater. Han bildade med andra ryska stater ett förbund mot tatarerna under moskovitisk ledning, och besegrade dessa 1378 i slaget vid Vozja nära Rjazan och 1380 i slaget vid Kulikovo vid övre Don, varför han tilldelades sitt hedersnamn Donskoj, "av Don". År 1382 blev han dock besegrad av tatarerna, fick sin huvudstad förstörd, och blev åter underställd Gyllene horden.
De första åren av hans regerande år byggdes Kremlmuren, som en ses som en av de viktigaste händelserna under hans regim. Den stod färdig 1367.

## Familj

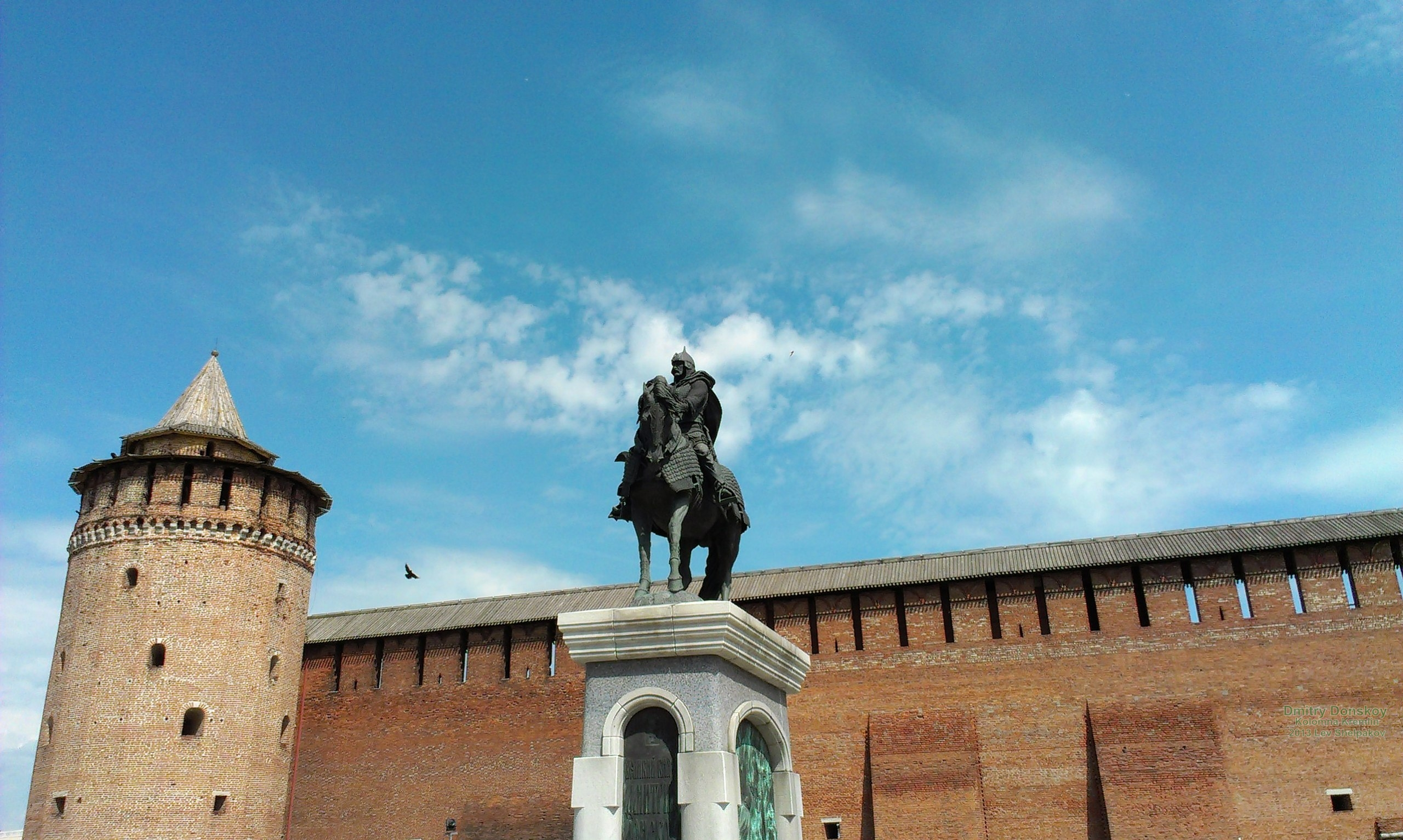
Monument över Dmitrij Donskoj i staden Kolomna.

Dmitrij Donskoj var gift med Eudoxia av Suzdal, dotter till storhertig Dmitrij Konstantinovitj av Suzdal och Vasilisa av Rostov, vilken skulle förbättra relationerna med Nizjnij Novgorod-Suzdal. De fick åtminstone tolv barn:
- Daniil Dmitrijevitj (ca 1370 – 15 september 1379)
- Vasilij I av Moskva (30 september 1371 – 27 februari 1425)
- Sofia Dmitrijevna, gift med Fjodor Olegovitj, furste av Rjazan (regerade 1402–1427)
- Jurij Dmitrijevitj, hertig av Zvenigorod och Galitj (26 november 1374 – 5 juni 1434). Regerade som storfurste av Moskva 1433–34 genom att avsätta sin brorson Vasilij II av Moskva och efterträddes tillfälligt av sina söner Vasilij och Dmitrij
- Maria Dmitrijevna (död 15 maj 1399) gift med Lengvenis
- Anastasia Dmitrijevna gift med Ivan Vsevolodovitj, furste av Cholm
- Simeon Dmitrijevitj (död 11 september 1379)
- Ivan Dmitrijevitj (död 1393)
- Andrej Dmitrijevitj, furste av Mozjajsk (14 augusti 1382 – 9 juli 1432)
- Pjotr Dmitrijevitj, furste av Dmitrov (29 juli 1385 – 10 augusti 1428)
- Anna Dmitrijevna (född 8 januari 1387), gift med Jurij Patrikijevitjh, son till Patrikas (ca 1340 – ca 1410), furste av Starodub i då troligen litauiska Severien men flyttade senare till Kexholms slott, och sonson till Narimantas, som var son till Gediminas av Storfurstendömet Litauen
- Konstantin Dmitrijevitj, furste av Pskov (ca 15 maj 1389–1433)